# 남제운
남제운(南霽雲)은 당 현종 때 사람으로 말타기와 활쏘기에 능하였다. 757년 안록산(安祿山)의 반란군에 피살되었다.
남제운은 안록산의 난이 일으키자 장순(張巡), 허원(許遠)을 따라 하남성 수양성을 지켰으나 반란군에게 빼앗기고 장순과 더불어 포로가 되었다. 장순, 남제운, 허원은 안록산의 반란군에게 항복하지 않고 절개를 지켜 순절하였다.
남팔남아(南八南兒)라는 숙어는 중국(中國) 당(唐)나라 때 남씨의 팔(八)남으로 태어난 남제운(南霽雲)이 장순과 함께 절개(節槪)를 지켜 죽었다는 데서 유래하여 '절개(節槪)가 굳은 장한 대장부(大丈夫)'를 일컫는 말이 되었다.

## 관련 인물
- 장순
- 허원
- 안록산